# Polistinae
Polistinae – podrodzina owadów z rodziny osowatych (Vespidae). Żyją społecznie, tak jak Vespinae.

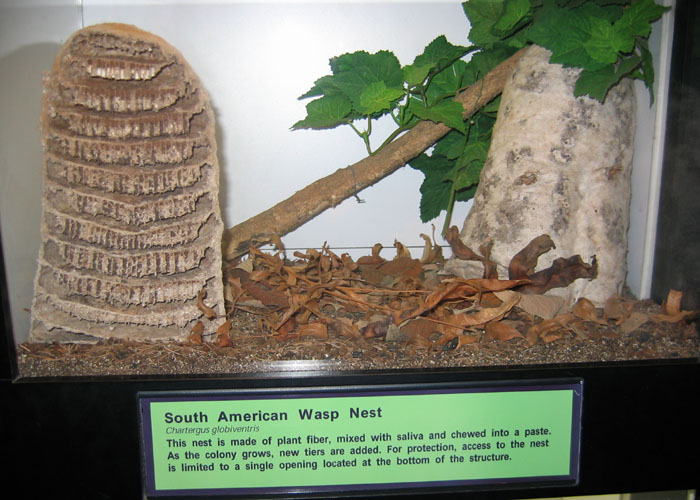
Gniazdo południowoamerykańskiej klecanki z gatunku Chartergus globiventris

## Gatunki
Do klecanek należy m.in. rodzaj Polistes:
- Plemię Polistini
  - Rodzaj Polistes:
    - Polistes annularis
    - Polistes bellicosus
    - Polistes bischoffi
    - Polistes biglumis
    - Polistes carolina
    - Polistes chinensis
    - klecanka rdzaworożna (Polistes dominulus) dawniej P. gallicus
    - Polistes fuscatus
    - Polistes gallicus dawniej P. foederatus
    - Polistes hebraeus
    - Polistes humilis
    - Polistes jadwigae
    - Polistes tepidus
    - Polistes japonicus
    - klecanka polna (Polistes nimpha)
- Plemię Mischocyttarini:
  - Rodzaj Mischocyttarus
    - Mischocyttarus collarellus
    - Mischocyttarus flavitarsis
    - Mischocyttarus labiatus
- Plemię Epiponini
  - Rodzaj Brachygastra:
    - Brachygastra mellifica

  - Rodzaj Chartergus:
    - Chartergus globiventris

  - Rodzaj Polybia:
    - Polybia emaciata
    - Polybia occidentalis
    - Polybia scutellaris
- Plemię Ropalidiini
  - Rodzaj Ropalidia:
    - Ropalidia marginata
    - Ropalidia revolutionalis